# Kompania graniczna KOP „Kałaharówka”

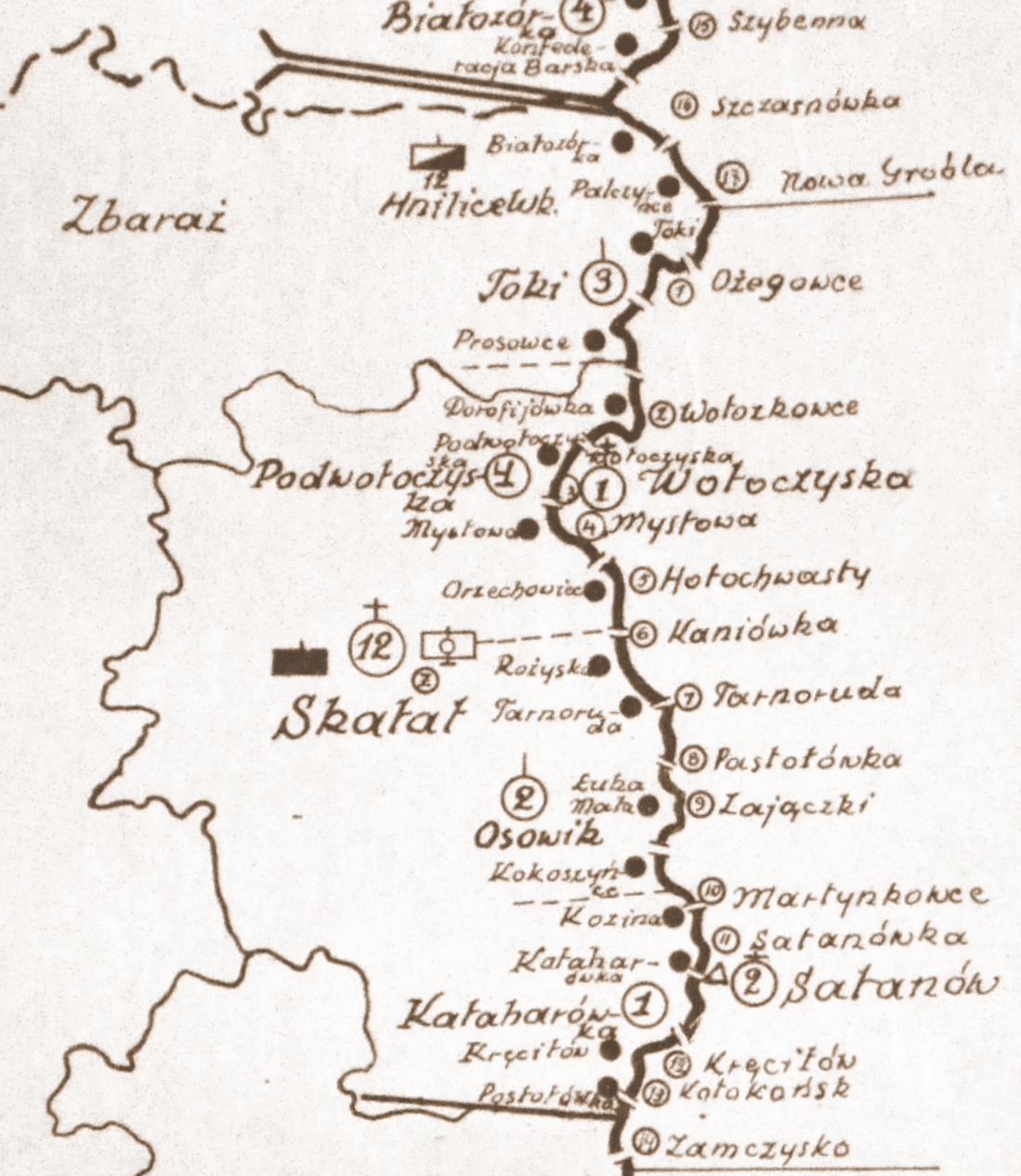
Rozmieszczenie batalionu KOP „Skałat” w 1931

Kompania graniczna KOP „Kałaharówka” – pododdział graniczny Korpusu Ochrony Pogranicza pełniący służbę ochronną na granicy polsko-radzieckiej.

## Geneza
Do czasu zakończenia wojny polsko-bolszewickiej, czyli do jesieni 1920, wschodnią granicę państwa polskiego wyznaczała linia frontu. Dopiero zarządzeniem z 6 listopada 1920 utworzono Kordon Graniczny Ministerstwa Spraw Wojskowych. W połowie stycznia 1921 zmodyfikowano formę ochrony granicy i rozpoczęto organizowanie Kordonu Granicznego Naczelnego Dowództwa WP. Obsadzony on miał być przez żandarmerię polową i oddziały wojskowe. Latem 1921 ochronę granicy wschodniej postanowiło powierzyć Batalionom Celnym. W Kopyczyńcach rozmieszczono dowództwo i pododdziały sztabowe 23 batalionu celnego, a jego 1 kompania stacjonowała w Kałaharówce. 
W drugiej połowie 1922 przeprowadzono kolejną reorganizację organów strzegących granicy wschodniej. 1 września 1922 bataliony celne przemianowano na bataliony Straży Granicznej. 
Już w następnym roku zlikwidowano Straż Graniczną, a z dniem 1 lipca 1923 pełnienie służby granicznej na wschodnich rubieżach powierzono Policji Państwowej. 
W sierpniu 1924 podjęto uchwałę o powołaniu Korpusu Ochrony Pogranicza – formacji zorganizowanej na wzór wojskowy, a będącej w etacie Ministerstwa Spraw Wewnętrznych.

## Formowanie i zmiany organizacyjne
Na podstawie rozkazu Ministra Spraw Wojskowych nr 1600/tjn./O.de B/25, w drugim etapie organizacji Korpusu Ochrony Pogranicza, w terminie do 1 marca 1925 sformowano 12 batalion graniczny , a w jego składzie 1 kompanię graniczną KOP.
W 1934 1 kompania graniczna KOP „Kałaharówka” nadal podlegała dowódcy batalionu KOP „Skałat”.
W listopadzie 1936 kompania liczyła 2 oficerów, 7 podoficerów, 4 nadterminowych i 80 żołnierzy służby zasadniczej.
W 1938 lub w 1939 planowano utworzyć w baonie „Kopyczyńce” kompanię graniczną „Postołówka” kosztem zlikwidowania 1 kompanii granicznej „Kałahanówka” baonu „Skałat”. 

## Służba graniczna
Podstawową jednostką taktyczną Korpusu Ochrony Pogranicza przeznaczoną do pełnienia służby ochronnej był batalion graniczny. Odcinek batalionu dzielił się na pododcinki kompanii, a te z kolei na pododcinki strażnic, które były „zasadniczymi jednostkami pełniącymi służbę ochronną”, w sile półplutonu. Służba ochronna pełniona była systemem zmiennym, polegającym na stałym patrolowaniu strefy nadgranicznej i tyłowej, wystawianiu posterunków alarmowych, obserwacyjnych i kontrolnych stałych, patrolowaniu i organizowaniu zasadzek w miejscach rozpoznanych jako niebezpieczne, kontrolowaniu dokumentów i zatrzymywaniu osób podejrzanych, a także utrzymywaniu ścisłej łączności między oddziałami i władzami administracyjnymi. Miejscowość, w którym stacjonowała kompania graniczna, posiadała status garnizonu Korpusu Ochrony Pogranicza.
1 kompania graniczna „Kałaharówka” w 1934 ochraniała odcinek granicy państwowej szerokości 23 kilometrów 440 metrów. Po stronie sowieckiej granicę ochraniały zastawy „Martynkowce”, „Satanówka”, „Kręciłów” i „Kołokońsk” z komendantury „Satanów” .
Kompanie sąsiednie:
- 2 kompania graniczna KOP „Osowik” ⇔ 3 kompania graniczna KOP „Husiatyń” – 1928[14], 1929[15], 1931[13] , 1932[16], 1934[17]

## Struktura organizacyjna
Strażnice kompanii w latach 1928 – 1934 
- strażnica KOP „Kozina”[b]
- strażnica KOP „Kałaharówka”[c]
- strażnica KOP „Kręciłów”[d]
- strażnica KOP „Postołówka”[e]